# VCB Tecklenburger Land
| VCB Tecklenburger Land  | VCB Tecklenburger Land                                                               | VCB Tecklenburger Land                                                               |
| ----------------------- | ------------------------------------------------------------------------------------ | ------------------------------------------------------------------------------------ |
|                         |                                                                                      |                                                                                      |
|                         |                                                                                      |                                                                                      |
| Vereinsdaten            |                                                                                      |                                                                                      |
| Gründung                | Mai 1999                                                                             | Mai 1999                                                                             |
| Adresse/                | VCB Tecklenburger Land [Vereins-Nr. 11251] Salm-Horstmar-Straße 25 49545 Tecklenburg | VCB Tecklenburger Land [Vereins-Nr. 11251] Salm-Horstmar-Straße 25 49545 Tecklenburg |
| Abteilungsleitung       | Birgit Wessel                                                                        | Birgit Wessel                                                                        |
| Vereinsfarben           | Gelb-Blau                                                                            | Gelb-Blau                                                                            |
| Volleyball-Abteilung    |                                                                                      |                                                                                      |
| Spielklassen            | Dritte Liga West bis Kreisliga                                                       | Dritte Liga West bis Kreisliga                                                       |
| Sportarten              | Volleyball                                                                           | Volleyball                                                                           |
| Mitglieder              | 465                                                                                  | 465                                                                                  |
| Anzahl der Mannschaften | 44 (34 aktiv)                                                                        | 44 (34 aktiv)                                                                        |
| Größte Vereinserfolge   | 2. Bundesliga                                                                        | 2. Bundesliga                                                                        |
| Internet                |                                                                                      |                                                                                      |
| Homepage                | http://www.boden-decke.de/                                                           | http://www.boden-decke.de/                                                           |

Der VCB Tecklenburger Land ist eine Volleyball-Spielgemeinschaft aus Laggenbeck, welche 1999 aus den drei Stammvereinen SVC Laggenbeck, SG Leeden Ledde und TV Hohne gebildet worden ist.
Der VCB hat 32 Mannschaften, wobei 22 aktiv am Spielbetrieb teilnehmen. Der höchste bisherige Erfolg des Vereins war der Aufstieg in die 2. Bundesliga in der Saison 2005/06. Dieser Aufstieg gelang 2007 wieder. Seit 2012 tritt die Mannschaft als Tecklenburger Land Volleys (Tebu Volleys) an. 2013 zog man sich in die Dritte Liga zurück.

## Verein
Obwohl in Nordrhein-Westfalen ansässig, spielt der VCB im Niedersächsischen Volleyball-Verband, wo er aufgrund der vielen Mannschaften der spielerstärkste Verein ist. Der VCB unterhält auch einen großen Anteil an Schiedsrichtern.
Aufgrund der Größe des Vereins muss in mehreren Hallen gespielt werden. Bundesligaspiele werden immer in der Halle-Burgweg in Laggenbeck ausgetragen. Die übrigen Spiele meist in der Halle-Hauptschule, ebenfalls in Laggenbeck.

## Geschichte
Die Volleyball-Spielgemeinschaft VCB Tecklenburger Land wurde 1999 aus den drei Stammvereinen TV Hohne, SV Cheruskia Laggenbeck und dem BSV Leeden-Ledde gegründet. Durch die Zusammenlegung der jeweiligen Abteilungen sollte der Volleyball der gesamten Region Tecklenburger Land  gefördert und die Stärken der bis dato einzeln fungierenden Vereine miteinander verzahnt werden. Auf Grund der Erfolge des BSV Leeden-Ledde/Hohne im Männerbereich des Niedersächsischen Volleyball-Verbandes konnte von Anfang an ein Team in der NVV-Oberliga starten. Der Damenbereich war anfänglich von der Fusion nicht betroffen, jedoch kam es nach einem Jahr auch in diesem Bereich zum Zusammenschluss.
Der Seniorenbereich des BSV Leeden-Ledde/Hohne wurde mit der Fusion durch die Jugendarbeit des SV Cheruskia Laggenbeck ergänzt. Der SVC spielte bis 1999 im Spielbetrieb des Westdeutschen Volleyball-Verbandes und war dort vor allem im Jugendbereich erfolgreich. Auf Grund der geographischen Lage im nördlichsten Nordrhein-Westfalen mussten die erfolgreichen Jugendteams zumeist sehr weite Anreisewege in Kauf nehmen und konnten weitaus weniger Spielpraxis sammeln, als im Niedersächsischen Volleyball-Verband. Da der VCB von Beginn an viele Seniorenmannschaften im Spielbetrieb meldete, konnten Talente aus dem Jugendbereich frühzeitig ergänzende Erfahrungen auf Kreis- sowie Bezirksebene sammeln. Dies  zahlte sich nach wenigen Jahren in den Jugendmeisterschaftsrunden aus, bei denen die männliche Jugend des VCB Tecklenburger Land von 2002 bis 2004 in Folge an drei deutschen Meisterschaften teilnahm. Auf Landesebene konnten die Jugendmannschaften des VCB in den vergangenen Jahren ebenfalls Erfolge feiern.
Nach der Fusion kam es zu einem stetigen Wachstum des Vereins. So ist der VCB Tecklenburger Land mittlerweile einer der größten Volleyballvereine Deutschlands.